# Saito Makoto
Saito Makoto  (27 de Outubro de 1858 — 26 de Fevereiro de 1936) foi um político e oficial da Marinha japonesa. Saito foi um almirante da Marinha Imperial Japonesa. Ele foi duas vezes governador-geral da Coreia de 1919 a 1.927 e de 1929 a 1931, e o trigésimo primeiro-ministro do Japão de 26 de maio de 1932 a 8 de julho de 1934.

## Biografia

### Início da vida
Saito nasceu em Mizusawa Domain, província de Mutsu (parte da atual Ōshū Cidade Prefeitura de Iwate ), como o filho de um samurai do Mizusawa Clan. Em 1879, formou-se a classe 6 Imperial Japonês Academia Naval, ocupando o terceiro lugar de uma turma de 17 cadetes. Ele foi promovido a sub- tenente em 25 de fevereiro de 1884.

### Carreira militar
Em 1884, Saito foi para os Estados Unidos e ficou lá durante quatro anos para estudar como adido militar. Promovido a tenente em 14 de julho de 1886, em 1888, depois de voltar para o Japão, ele serviu como um membro da Marinha Imperial Japonesa.
Após a sua promoção a tenente-comandante em 20 de dezembro de 1893, ele atuou como diretor executivo do cruzador de batalha Izumi e Fuji.

## Ligações Externas
- Saitö Makoto